# Polytribax perspicillator
Polytribax perspicillator là một loài tò vò trong họ Ichneumonidae.